# Hunker (Pennsylvanie)
Pour les articles homonymes, voir Hunker.
Hunker est un borough situé au sud de la partie centrale du comté de Westmoreland, en Pennsylvanie, aux États-Unis,. En 2010, il comptait une population de 291 habitants, estimée au 1er juillet 2020 à 265 habitants. Le borough est fondé en 1903 et incorporé en 1929.

## Démographie
Lors du recensement de 2010, le borough comptait une population de 291 habitants. Elle est estimée, en 2020, à 265 habitants.